# カージナルテトラ
カージナルテトラ（学名：Paracheirodon axelrodi）は、カラシン目カラシン科の熱帯魚。アマゾン川上流域に分布する。

## 分類と名称
アメリカの魚類学者であるLeonard Peter Schultzによって、1956年にCheirodon axelrodiとして記載された。それ以前はネオンテトラの亜種または一部変種と考えられていた。種小名は魚類学者Herbert R. Axelrodへの献名。一般名は枢機卿のローブのような赤色の体色に由来する。

## 分布と生息地
ブラジル北部からコロンビア、ベネズエラにかけてのネグロ川上流から中流域、バウペス川やオリノコ川流域に分布し、水草が多く浅い小川に生息する。

## 形態

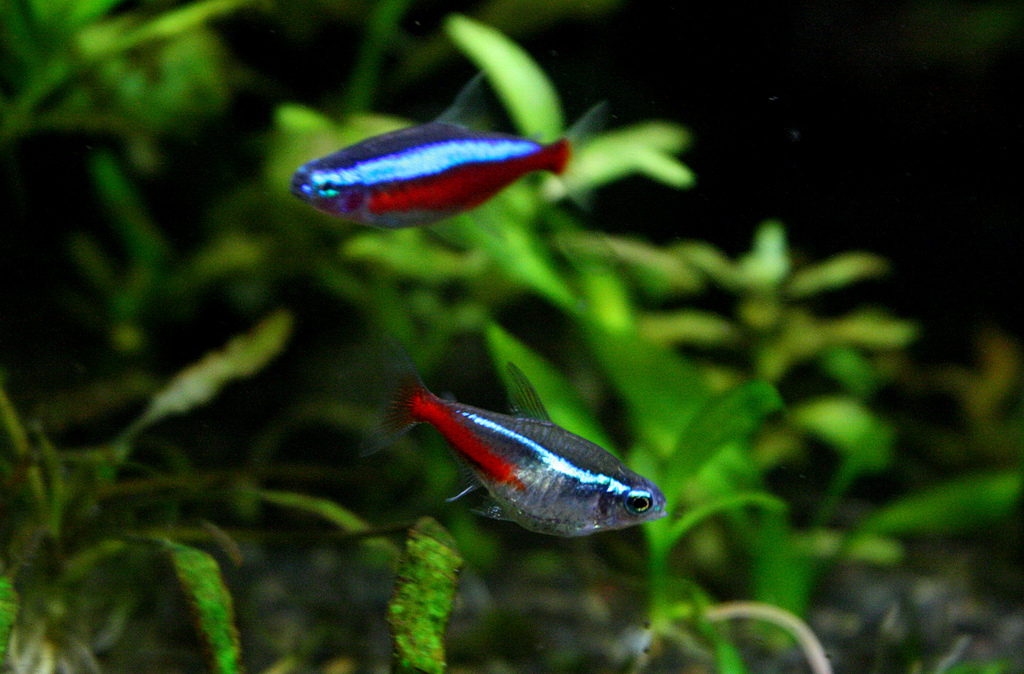
上がカージナルテトラ、下がネオンテトラ。カージナルテトラの方が赤色の部分が大きい。

成魚の体長は約3センチメートル (1.2 in)。身体上半分の頭部から尾びれの付け根近くにかけてメタリックブルーのラインが入り、下半分は全体が赤色となる。ネオンテトラに似るが、本種は下腹部全体が赤く、体長はネオンテトラに比べて1 cmほど大きい。胃が大きく、腸が小さい。

## 生態
ユスリカの幼虫、タマミジンコ科、ケブカミジンコ科、ミジンコ科、カイアシ類など、小型の生物を捕食する。繁殖期には森の中の薄暗い小川に移動し、集団産卵を行う。雄が雌を追いかけ、つがいで卵と精子を放出する。飼育下では通常2 - 3年、最長で5年以上生きるが、自然界では1年しか生きない可能性もある。実験では水温19.6℃以下または33.7℃で、pH2.9未満または8.8以上で死亡した。

## 飼育

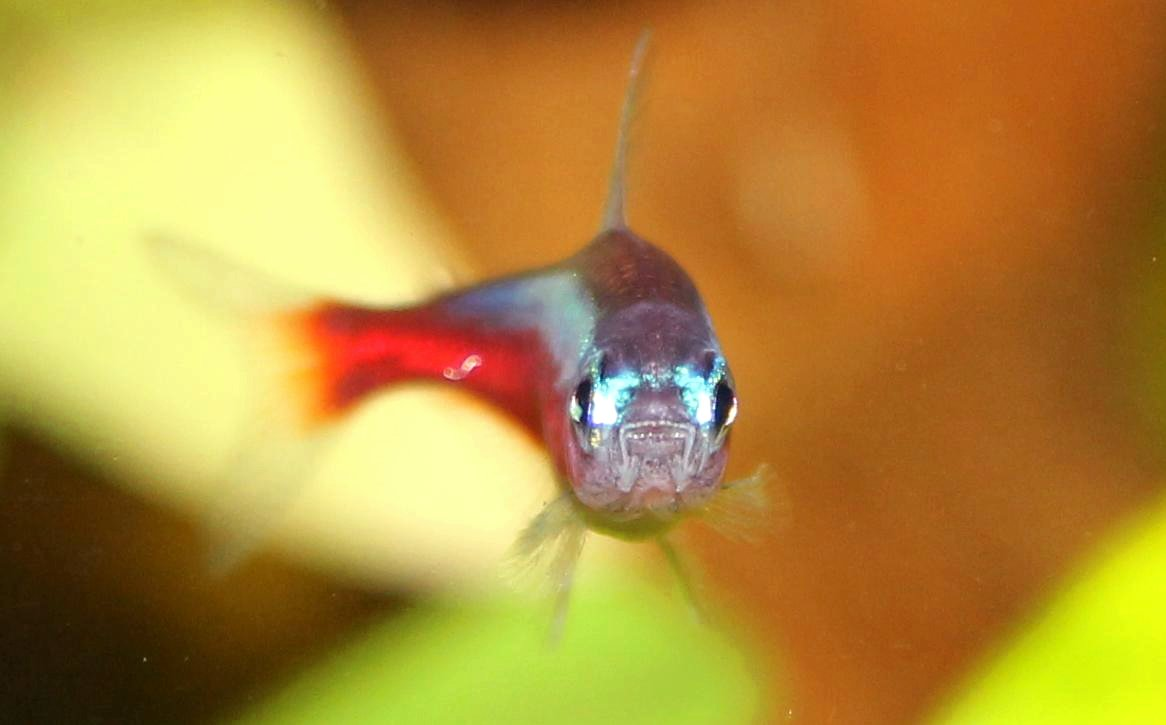
正面から見たカージナルテトラ

性格は穏和であり、他魚ともさほどトラブルを起こすことはないため、混泳に適している。ある程度の数で群泳させるととても美しい。
ネオンテトラと飼い方はおなじで、飼育は容易。季節を問わず、比較的廉価で入手可能な熱帯魚である。繁殖は難しい。

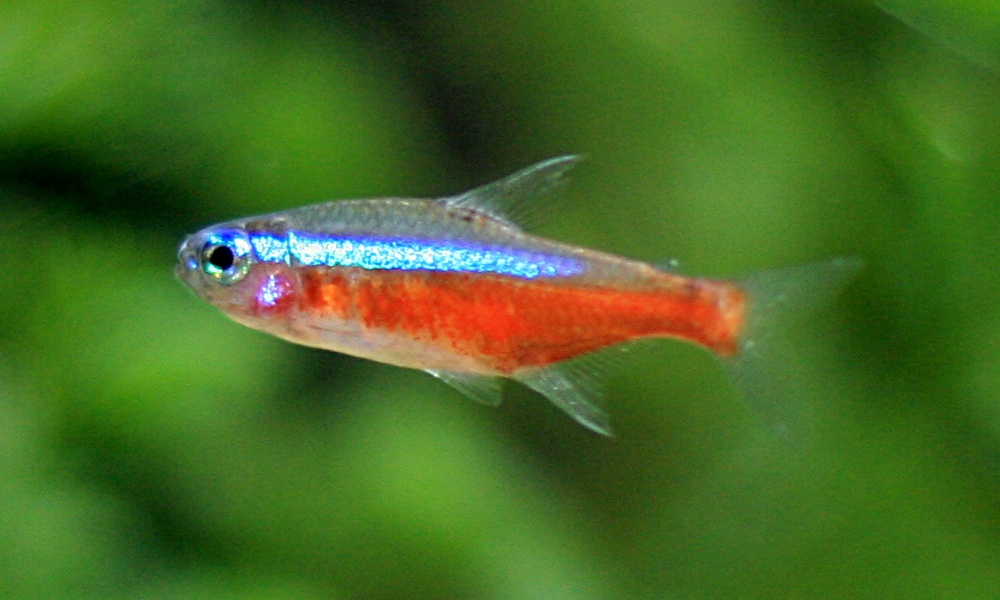
ショートライン・カージナルテトラ

ブルーのラインが短い（脂びれまで届かずかなり手前で途切れる）地域変異型もおり、書籍などで「ショートライン・カージナルテトラ」と呼称されるが、実際の販売では区別される事は少ない。
このほか、体に寄生したバクテリアの作用によって体が金属質の光沢を帯びる「プラチナカージナルテトラ」または「ゴールデンカージナルテトラ」と呼ばれる個体が存在し、こちらは非常に珍しい事から区別して販売される事が多い。
また改良品種では、ヨーロッパで作出されたアルビノ個体も存在するが、元来の繁殖が難しさもあってか通常個体と違って目にする機会は多くない。